# مهرجان غينت السينمائي
مهرجان غينت السينمائي (بالإنجليزية: Film Fest Gent) مهرجان سينمائي دولي سنوي يقام في مدينة غينت ببلجيكا. أقيم المهرجان في نسخته الأولى في عام 1974 (تحت اسم حدث الفيلم الدولي غينت Internationaal Filmgebeuren Gent)، ومنذ ذلك الحين، نما المهرجان ليصبح أكبر مهرجان سينمائي في بلجيكا بأكثر من 100000 زائر سنويًا. سلط المهرجان الضوء على موسيقى الأفلام، على مدى عقود، مما يجعله مهرجانًا سينمائيًا فريدًا على قائمة المهرجانات. ينظم مهرجان غينت السينمائي، منذ عام 2001، جوائز الموسيقى التصويرية العالمية، وهي سلسلة من الجوائز لأفضل الموسيقى التصويرية للأفلام والتلفزيون.
يقام المهرجان كل عام في أكتوبر، ويقدم مجموعة كبيرة ومتنوعة من الأعمال، بدءًا من العناوين المتقاطعة الصديقة للجمهور إلى السينما الجريئة التي تثير أسئلة صعبة ولكنها ملحة. تمنح لجنة تحكيم دولية جائزة «جراند بري» لأفضل فيلم، وجائزة جورج ديليرو لأفضل موسيقى تصويرية أو تصميم صوتي. إلى جانب المسابقة الرسمية، هناك العديد من أقسام المهرجانات، مثل السينما العالمية، والقصيرة Shorts، وقسم استعادي مليء بالكلاسيكيات والتركيز السنوي. من عام 2000 إلى عام 2018، تم تنظيم مسابقة أوروبية للأفلام القصيرة. في عام 2019، حظي نوع الفيلم القصير باهتمام متجدد وتم تعديل المسابقة لتصبح مسابقة دولية للعالم بأسره مع الجائزة الدولية للفيلم القصير باعتبارها الجائزة الرئيسية.

## وصلات خارجية
https://www.filmfestival.be/en مهرجان غينت السينمائي
https://www.imdb.com/event/ev0000254/overview/ مهرجان غينت السينمائي
https://festagent.com/en/festivals/ghent مهرجان غينت السينمائي
https://www.imdb.com/name/nm0000016/awards مهرجان غينت السينمائي